# Gerardo Vallejo
Gerardo Enrique Vallejo (né le 12 mars 1976 à Medellín en Colombie) est un joueur de football international colombien, qui évolue au poste de défenseur.

## Biographie

### Carrière en sélection
Avec l'équipe de Colombie, il dispute 16 matchs (pour aucun but inscrit) depuis 2001. Il figure notamment dans le groupe des sélectionnés lors de la Coupe des confédérations de 2003, jouant un match contre la France puis un autre contre le Japon.
Il participe également à la Gold Cup de 2003, ainsi qu'à la Copa América de 2007.